# Pollenzo
Pollenzo (Piemontesisch: Polens) ist ein Dorf im Piemont und Ortsteil von Bra in der Provinz Cuneo. Es liegt vier Kilometer östlich von Bra und 13 km westlich von Alba am Tanaro nahe der Mündung des Stura di Demonte.

## Geschichte
Das antike Pollentia lag in der Landschaft Ligures Bagienni am südlichen Abschnitt der Via Vulvia, zwischen Appenninus und dem Oberlauf des Padus. Eine schon von Plinius dem Älteren (Naturalis historia 3,5,49) vermutete vorrömische Siedlung konnte bisher archäologisch nicht nachgewiesen werden. Gegründet wurde die Stadt wohl in der Zeit um 125 v. Chr. bis 123 v. Chr. während der Zeit der Feldzüge des Filvius. Für die Römer hatte die Stadt, einst mit sehr großem Amphitheater, eine wichtige strategische Rolle im Durchzugsgebiet zwischen Poebene, Alpenpässen und ligurischer Küste. Sie befand sich gemeinsam mit den benachbarten Zentren Alba Pompeia und Augusta Bagiennorum (bei Bene Vagienna) an der Kreuzung verschiedener Trassen, die im 2. Jh. v. Chr. für die fortschreitende Besetzung des Gebietes seitens der Römer von grundlegender Bedeutung waren. Die Stadt war berühmt für ihre Woll- und Keramikproduktion. Während des Mutinensischen Krieges ergriff Pollentia 43 v. Chr. Partei für Marcus Antonius. Noch bis ins 5. Jahrhundert ist Pollentia als blühende Stadt mit weitläufigen Latifundien belegt.
Stilicho ging zu Ostern (6. April) 402 dort in einer Schlacht siegreich gegen Alarich I. vor (Schlacht bei Pollentia).
938 wurde das Tanarotal von den Sarazenen verwüstet. 1218 bis 1242 fiel Pollenzo an die freie Kommune Alba, das es bereits 1283 an Montferrat abtreten musste. 1530 kam es zu Savoyen.
Ab 1832 baute König Carlo Alberto Pollenzo zu einem landwirtschaftlichen Gut und zu seinem Landsitz aus. Der letzte italienische König Viktor Emanuel III. nahm nach seiner Abdankung 1946 den Titel eines Grafen von Pollenzo an.

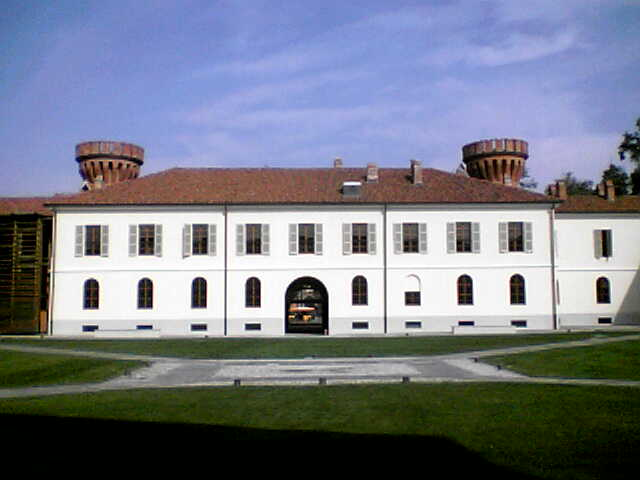
Università di Scienze Gastronomiche

## Sehenswürdigkeiten
Bei Pollenzo sind die archäologischen Stätten mit den Überresten des antiken Pollentia zu finden. Bedeutendste Zeugnisse sind die rechteckige Stadtanlage, die Nekropole, ein Aquädukt, Mauern, Theater, Tempel, Forum sowie zahlreiche Inschriften. Das heutige Dorf ist in das antike Amphitheater gebaut, was noch deutlich an der außergewöhnlichen ovalen Dorfanlage zu sehen ist.
Nordwestlich des Dorfkerns liegt die Albertina, das Landgut aus dem 19. Jahrhundert, das in neugotischen Formen errichtet wurde. Dazu gehört die Kirche San Vittore im gleichen Stil. Im zweiten Hof des Albertinischen Komplex, der Agenzia ist heute die von Slow Food betriebene Università di Scienze Gastronomiche untergebracht.
Die mittelalterliche Burg wurde von Carlo Alberto für Feste ausgebaut. Sie ist in Privatbesitz und nicht zu besichtigen.